# Étienne Louis Geoffroy
Étienne Louis Geoffroy (París (Francia), 12 de octubre de 1725 – Chery-Chartreuve  (Francia); 12 de agosto de 1810) fue un médico, farmacéutico, y entomólogo francés.

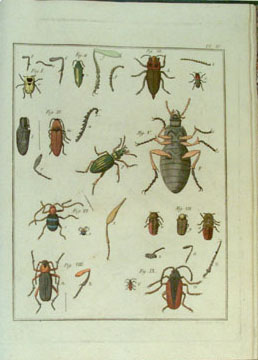
Histoire abrégée des Insectes qui se trouvent aux environs de Paris

Siguió la nomenclatura binomial de Carlos Linneo y estudió principalmente los Coleópteros.

## Obra
- 1753. Catalogue raisonné des minéraux, coquilles & autres curiosités naturelles contenues dans le cabinet de feu M. Geoffroy. Paris: H.-L. Guérin & L.-F. Delatour

- 1765. Histoire abrégée des insectes qui se trouvent aux environs de Paris, dans laquelle ces animaux sont rangés suivant un ordre méthodique. 2 v. Paris, Durand

- 1767. Traité sommaire des coquilles, tant fluviales que terrestres, qui se trouvent aux environs de Paris. Paris: J.-B.-G. Musier f.

- 1771. Hygieine, sive Ars sanitatem conservandi, poema, auctore Stephano Ludovico Geoffroy. Paris, P. G. Cavelier

- 1778. Mémoires sur les bandages propres à retenir les hernies, dans lequel [″sic″] on examine en détail les défauts qui les empêchent de remplir leur objet (Paris: Panckoucke).

- 1799. Histoire abrégée des insectes... Nouvelle édition... augmentée d'un supplément.... Paris: Calixte-Volland) y v. de Durand 1 8 + 523 p. 10 pls

— Ed. en línea en Gallica 1.er tomo & 2º tomo
- 1800. Manuel de médecine pratique, ouvrage élémentaire auquel on a joint quelques formules. Paris: De Bure aîné

- 1839. Hygiène, ou Art de conserver la santé, poème latin d'Étienne-Louis Geoffroi [sic], traduit en vers français par Lequenne-Cousin. Paris: J. Bouvier & E. Bouvier

## Honores

### Eponimia
Muchas especies fueron dedicadas a este autor, como: Felis geofroyii.

## Abreviatura (zoología)
La abreviatura Geoffroy  se emplea para indicar a Étienne Louis Geoffroy como autoridad en la descripción y taxonomía en zoología.